# 브렛 마스
브렛 마스(Brett Marx, 1964년 12월 26일 ~ )는 미국의 배우, 텔레비전 배우이다.
로스앤젤레스에서 태어났다.

## 출연 작품
- 조이에게 일어난 일 (1977, Something for Joey)
- 트래쉰 (1986, Thrashin') - 보죠 역
- 위기일발 밤도둑 (1987, Burglar)